# خوسيه فرنانديز (كاتب)
خوسيه فرنانديز (بالإسبانية: José Fernández Bremón)‏ (و. 1839 – 1910 م) هو كاتب، وصحفي إسباني، ولد في غيرونا، توفي في مدريد، عن عمر يناهز 71 عاماً.